# Pomnik Wdzięczności w Opocznie
Pomnik Wdzięczności w Opocznie – pomnik wzniesiony ku czci mieszkańców Ziemi Opoczyńskiej pomordowanych w więzieniach i obozach koncentracyjnych, poległych w walce z okupantem hitlerowskim w latach 1939–1945 oraz poległych w walce o niepodległość w latach 1945–1989. 
Budowla znajduje się na placu Strażackim w Opocznie. Swoją formą przypomina rotundę. Składa się z aureoli z wykończonej na wysoki połysk stali kwasoodpornej podpartej na trzech czarnych kolumnach. Na każdej z trzech kolumn umieszczono daty: 1939–1945, 1945–1956 oraz 1956–1989. Między kolumnami znajduje się owalna tablica z mottem „Wieczna pamięć! Mieszkańcom Ziemi Opoczyńskiej zamordowanym w więzieniach, obozach i łagrach, walczącym o wolną i niepodległą Polskę; za przelaną krew i doznane cierpienia – Opocznianie 2010”. Pomnik został zaprojektowany przez rzeźbiarza Mirosława Struzika i odsłonięty w 2010 r. 
Prawie w tym samym miejscu stał wcześniej Pomnik Wdzięczności Armii Czerwonej, który w latach 90. XX w. został przeniesiony na teren cmentarza „cholerycznego” w Opocznie.